# Еида Вонг
Еида Вонг (јап. エイダ・ウォン, Хепберн: Eida Won) је фиктивни лик у хорор игрици Resident Evil, основан и издат од стране Кепком-а  (енгл. Capcom). Она је тајанствени и двосмислени анти-херој фигура, која ради за зликовце али такође помаже и протагонисти Лиону С. Кенедију (енгл. Leon S. Kennedy). Представљена као помоћни карактер у видео игрици Притајено Зло 2 (1998. године), Еида касније се појављује као карактер који може да се игра, али и као помоћни карактер у видео игрицама: Притајено Зло 4 (енгл. Resident Evil4), Притајено Зло: Амбрела Хронике (енгл. Resident Evil: Umbrella Chronicles), Притајено Зло: Мрачностране Хронике (енгл. Resident Evil: Darkside Chronicles), Притајено Зло: Операција Ракун Сити (енгл. Resident Evil: Operation Raccoon City) и Притајено Зло 6 (енгл. Resident Evil6), али се такође појављује у анимираном филму Притајено Зло: Проклетство (енгл. Resident Evil: Damnation). Еида је била лепо прихваћена, и притом постала је једна од популарнијих ликова у целом серијалу игрица. Верзија Еиде у серијалу играних филмова се појављује у Притајено Зло: Освета (енгл. Resident Evil: Retribution), представљена од стране Ли Бингбинг (енгл. Li Bingbing). 

## Појављивања

### Видео игрице
Американка са кинеским пореклом,  Еида је први пут споменута у оригиналном Притајеном Злу (1996) које се одиграва у 1998. години. Амбрела истраживач на самрти, Џон, је написао писмо намењено Еиди. Постојала је Амбрела истраживачица, под именом Линда, током ранијег развоја наставка игрице (верзија која је позната под именом „Притајено Зло 1.5”). Том лику, Линди, је било додељено име Еида Вонг да би могла да се направи повезаност са првом игром. Џон је био инфициран са смртоносним Т-вирусом током избијања тог самог вируса у Арклеј лабораторији; он моли Еиду (која га је манипулисала да би украла Амбрелине тајне за ривалну компанију) да уништи Спенцер Палату (место дешавања прве игре) и да цео инцидент открије публици.
Еида се први пут појављује у Притајеном Злу 2 (1998), чија се прича одиграва пар месеци након дешавања прве игре. У игри, она је шпијунка која ради за неименовану ривалну компанију која је њу послала да узме узорак Г-вируса из Амбрелине лабораторије која се налази у Ракун Ситију (енгл. Raccoon City), град који је инфициран зомбијима. Еида глуми улогу пролазнице која тражи свог дечка Џона када се упознаје са Лионом С. Кенедијем, почетник полицајац који је заглављен у граду. Њена права намера је проваљена, и (у зависности који се сценарио одигра, иако је други сценарио где Еида пољуби Лиона део праве приче) опасно рањена, од стране Анет Биркин (енгл. Annette Birkin) или монструма Тајранта (енгл. Tyrant) Т-103, у покушају да спаси Лиона. Она касније њему добаци испаљивач ракета, који Лион искористи да победи Тајранта Т-103. У епилогу Притајеног Зла 3: Немесис (енгл. Resident Evil3: Nemesis) као такође и у фиктивном документарцу Код: Вероника (енгл. Code: Veronica) потврђује се да је Еида преживела дешавања у Ракун Сити-у. Њена улога у Притајеном Злу 2 се више открива у Притајено Зло: Амбрела Хронике (2007) и Притајено Зло: Мрачностране Хронике (2009). Амбрела Хронике показују Еиду како је побегла из Ракун Сити-а, како се бори да изађе из лабораторије и како је успела да се ухвати за мердевине хеликоптера док је тај хеликоптер летео изнад ње. Еида се појављује као непријатељ у сличној игри везана за Притајено Зло: 2, који није део праве приче, Притајено Зло: Операција Ракун Сити (2012), где је она карактер који може да се игра у мултиплејерском „Хероји” моду. Она се враћа и у обновљеној игри, названа такође Притајено Зло: 2 (2019).
Њена следећа главна улога је у Притајеном Злу 4 (2005), која се одиграва у 2004. години. Еида помаже Лиону у његовој мисији да спаси ћерку председника Америке, Ашли Грехем (енгл. Ashley Graham), од стране злокобног култа Лос Илуминатос (енгл. Los Illuminados) чије је становиште у Шпанији. Заправо, Еидин прави циљ је да узме узорак доминантне врсте Плага паразита који тај култ одгајава. Она обавештава напредак своје мисије зликовцу Алберту Вескеру (енгл. Albert Wesker) који је сада на великој позицији унутар Амбрелине ривалне компаније. Еида је послата на ту мисију са Џеком Краузером (енгл. Jack Krauser) који јој не верује и сматра да је она претња Вескеру. Еида је ангажовала помоћ једног истаживача, Луиса Сере (енгл. Luis Sera), који је успео да украде узорак паразита али је затим био убијен од стране вође култа, Осмунда Седлера (енгл. Osmund Saddler). Еида је привремено ухваћена и планирано да буде жртвована али се успешно ослободила и побегла. Након што се опет сусрела са Лионом, она га спашава од Краузера, коме је било наређено од стране Вескера да убије Лиона. Еида уништава култов ратни брод и Краузера, који је мутиран од Плага паразита, и помаже Лиону на одређеним начинима. Евентуално, она је ухваћена од стране Седлера, који је искоришћава да ухвати Лиона. Лион, притом, је успео да ослободи Еиду при чему му Еида добаци специјалан испаљивач ракета да би могао да уништи мутираног Седлера пре него што успешно побегне са узорком паразита помоћу хеликоптера. Еида се појављује у подсценарију „Задатак: Еида”, као и у „Плаћеници” моду. На PlayStationу 2 (енгл. Playstation2), компијутеру, Xboxу 360(енгл. XBOX360), PlayStationy 3 (енгл. Playstation3) i Bi (енгл. Wii) портовима, Притајено Зло 4 има нови сценарио где се Еида игра као главни карактер. Са насловом „Одвојени Путеви”, тај сценарио прича причу целе игрице, Притајено Зло 4, из Еидеине перспективе. Фиктивни документарац „Еидин Извештај” описује њену интеракцију са другим карактерима у причи. У њеном извештају, откривено је да она ради за другу организацију од Вескерове и да је њему предала слабију верзију паразита где је узела доминантнију верзију за себе.
Еида је караткер који може да се игра у Притајено Зло 6 (2012) где се прича одиграва у 2012. и 2013. години. Еида је представљена као самотна шпијунка која ради у тајни. Њена кампања, која служи да открије неке тајне целокупне приче, постаје могућа за играње након што су све остале главне кампање, тј. приче, завршене. То су од главних карактера Лиона, Криса Редфилда (енгл. Chris Redfield) и Џејка Мјулера (енгл. Jake Muller). У самом току игре, откривено је да је Еида бивша сарадница одметнутог саветника Националне Безбедности, Дерека Ц. Сименса (енгл. Derek C. Simmons) ко је опасно опседнут Еидом. Иако је оригинално радила ради сопстевних циљева, она се уплела у дешавања игре и натерана је да помогне Лиону у његовој мисији да заустави Сименсове планове. Иницијално у Еидиној кампањи, сама игра има акционо-оријентисане елементе из Притајеног Зла 4 и Притајеног Зла 5 које су комбиноване са потајним елементима и пузлама из старијих игара серијала. Еида је примарно наоружана самострелом, користи чакљу, и помажу јој (или „искоришћава”) Лион и његова нова партнерка Хелена Харпер (енгл. Helena Harper). Кампања усклађује битке са јаким противницима као што су Хеленина сестра Дебра (енгл. Deborah), која је инфицирана Ц-вирусом, и са мутираним Сименсом из Лионове кампање као и битке које су јединствене за Еиду. Еидин помоћник у Притајеном Злу 6 је неименован тајанствен „агент” који се не појављује ни у једним сценама, пошто је био додат каснијим печом (тј. додатком) да може бити опционални карактер, ако се игра мод са више играча, у Еидиној кампањи. Такође, и Карла-Еида и права Еида су откључани карактери са могућности играња у „Плаћеници” моду.
Умешана у главну причу је и Карла Радамес (енгл. Carla Radames), истраживачица која је постала клон праве Еиде и направљена од стране Сименса помоћу Ц-вируса. Карла, која верује да је права Еида, је главни зликовац игре. Она води снагу Нео-Амбреле, који су криви за избијање Ц-вируса и води битку против снаге биотерористичког савеза за процену бебедности (енгл. Bio-terrorism Security Assessment Alliance(BSAA)) које води Крис Редфилд. Она се први пут појављује у Републици Едоније у Источној Европи, и затим у фиктивном граду Ланшијанг, Кинеска. Након што је открила истину о себи, Карла је полудела и одлучила да инфицира цео свет. Она је евентуално успешна у инфицирању Сименса, али је убијена од стране његових слуга. Еида је присиљена да се бори против Карле која је узела велику дозу Ц-вируса. Након што је уништила оживљену и мутирану Карлу и разлаза са Лионом, права Еида уништава Карлину „најбољу творевину” пре него што може да се излегне из своје чауре. Еида затим добије позив од своје организације везано за нови посао, где она пристаје.

### Филмови
У играном филму Притајено Зло: Освета (2012), Еида је талац Џил Валентајн (енгл. Jill Valentine) и бори се против Џил и лоше Рејн (енгл. Rain) заједно са Алис (енгл. Alice). Упркос на романтичну упетљаност Еиде и Лиона у видео игрици, глумица Ли описује њихову везу да је веома „суптилна” у филмовима. У Притајеном Злу: Казна, Еида и Вескер су дезертирали Амбрелу да би спасили тренутни остатак човечанства, док је Лион њихов плаћеник. Сво троје преживљавају дешавања филма. Било је наглашено да ће се Еида вратити у последњем филму, Притајено Зло: Коначно Подглавље, али на крају се није појавила.
Еида, из игрице, се појављјује у другом анимираном филму, Притајено Зло: Проклетство (2012) који се одиграва на ратишту у Источној Европи. У трејлеру филма, Еида се представља као специјална истаживачица из Уједињено-Нацијске анти-биотерористичке агенције (енгл. BSAA). Откривено је да је Еида шпијунка и притом је заробљена од стране председнице фиктивне Источнославске Републике, Светлане Беликове (енгл. Svetlana Belikova). Еида се успешно ослобађа и налази са Лионом (ко на тренутак креће да се бори са њом), затим преживљава и бежи. Она се последњи пут види како прича са непознатим лицем и како му нуди узорак доминантног Плага вируса, где у замену тражи да се избрише налог за њено хапшење која је донела Светлана Великова и BSAA.

### Друга појављивања
Еида се појављује у манхви (енгл. Manhua) Shēnghuà Wēijī 2 (енг. „Biohazard 2”), која је издата 1998-1999. године. Прича је романтична комедија која прича о дешавању Притајеног Зла 2, где су главни ликови Лион, Клер (енгл. Claire) и Еида, и издата је као кинески стрип из два издања (Èlíng Gǔbǎo II) од стране Ching Win Publishing Co., Ltd. 1999. године. Капкомови писци су направили две Притајено Зло 2 радио драме које су емотиване на Радио Осака (енгл. Radio Osaka) у раној 1999. години и касније издат као два посебна ЦД-а од издавача Сулпутера (енгл. Suleputer), са стандардним насловом „Biohazard 2 Drama Album”, укључујући „Ikiteita Onna Spy” Еида (што се преводи као „Еида, женски шпијун, је жива”). Дешавање се одивија два дана након дешавања Притајеног Зла 2, где Еида мора да поврати Шерину (енгл. Sherry) огрлицу са узорком Г-вируса од Амбрелиног спроводилаца Ханка (енгл. HUNK). Еида успешно узима огрлицу у француском граду Лоара, елиминишући Ханка и његове пријатеље. Еида преживљава случајно цурење Т-вируса и након што је побегла је разумела своја осећања према Лиону при чему одлучује да престане са својим шпијунством и враћа се Лиону. Ова прича се много разликује од праве приче из игрице, где су се дешавања другачије наставила; Еида је задржала огрлицу са Г-вирусом и наставља свој посао као шпијунка.
Две играчке Еиде су биле укључене у Притајено Зло 2: Платинум Издање 2 (енгл. Resident Evil2: Platinum Edition  2) од Тој Биза (енгл. Toy Biz) (1998) и Притајено Зло 4: Серијал 1 (енгл. Resident Evil4: Series 1) od Neka (енгл. NECA) (2005). Хот Тојз (енгл. Hot Toys) су 1/6 скалну играчку 2012. године. Пар Еида минијатурних статуа су били ексклузивни за Јапан. Сони Мјузик Ентертејнментов (енгл. Sony Music Entertainment) „Biohazard: The Umberella Chronicles Original Soundtrack” има Еиду на корицама. У 2011. години, Бандајево (енгл. Bandai) Притајено Зло: игрица где се праве шпилови, Еида је била додата у додатку „Ноћна мора”. Предмети везани за Еиду су били доступни људима који су рано купили специјално издање Притајеног Зла 4. Њен карактер се појављује у браузер (енг. browser) социјалној игрици Онимуша Соул (енгл. Onimusha Soul) (2013), где је Еида била редизанјирана да се уклопи у тематику феудалног Јапана. Еида се појављује као карактер без могућности играња у тактичкој игри Проџект Икс Зоун 2 (енгл. Project X Zone2). У Стрит Фајтер 5 (енгл. Steet Fighter V), Колин може да се обуче у Еидном костиму из Притајеног Зла 6.

## Дизајн и приказ
Док је Притајено Зло 2 било у развоју, Еида је била истраживачица која је носила бели капут и називала се Линда, која је помагала играчу током целе игре. Њен лик је промењен у крајњој верзији игре. Писац Сугимура (енгл. Sugimura) је био заслужан за промену Еидиног лика у сценарију док је име Еида било установљено од Кадои-а (енгл. Kadoi). Продуцент Притајеног Зла 5, Џун Такеучи (енгл. Jun Takeuchi), је касније изабрао Еидин и Лионов пољубац као омиљени елемент целог серијала. Ретроспективно, Хидеки Камија (енгл. Hideki Kamiya) сматра да је Еида манипулативан лик, посебно када има интеракцију са Лионом.
Њени костими укључују неформалну црвену одећу као што се види у Притајеном Злу 2,  њену сада иконску црвену хаљину и ратно црно одело из Притајеног Зла 4, и црвену кошуљу са повишеним овратником, црне кожне панталоне и високе штикле из Притајеног Зла 6. Еидина глумица коју су користили за снимање покрета, Мишел Ли (енгл. Michelle Lee), је рекла о процесу анимирања „да је био изазов чак и са одличним тимом који су специфични на који начин се она покреће, о њеним карактеристикама и чак и на који начин она стоји.” Њен оригинални костим из Притајено Зло 2 је био замењен за беж кабаницу и великим наочарама за сунце које носи током ноћи и унутар зграда. Директор обновљене игрице је рекао о бившој Еидиној гардероби: „Сматрам да лутајући около у тој хаљини радећи свој посао као шпијунка не изгледа довољно реалистично колико ми желимо за нову игру.”
Еидин глас доприноси глумица Сели Кахил (енгл. Sally Cahill) у Притајеном Злу 2, Притајеном Злу 4 и Притајеном. Злу: Мрачностране Хронике, од стране непознате глумице у Притајеном Злу: Амбрела Хронике, и од стране Кортнеј Тејлор (енгл. Courtenay Taylor) у Притајеном Злу: Операција Ракун Сити, Притајеном Злу: Проклетство и Притајеном Злу 6. Кахил описује Еиду као „тотално модерним, кул, јаким, фаталним женским ликом која може да добро барата оружјем.” и исказала да воли Еидину „еластичност, њену снагу док изгледа веома секси и веома женствено”. Тејлор каже: „Очигледно, они траже глас за који си примљен на слушање али видећи Еиду ме натерало да јој дам неке карактеристике. Она је попут мачке и хода веома тихо и можеш приметити да је веома савитљива. У неком смислу је и без напора, што је супер.”
У 2011. години, Ли Бингбинг је била изабрана за лика Еиде у серијалу играних филова Притајено Зло, само пар дана након њене прве аудиције. Она није знала ниста о игрицама нити о ликовима, али када је сазнала о њима, сматрала је да је Еидина личност „поприлично слично” њеној. Филмов продуцент Роберт Кулцер (енгл. Robert Kulzer) је коментерарисао за Ли: „Поред тога што је одлична глумица, она је оштра, секси и паметна - сви квалитети који лик Еиде Вонг треба да има.” Током снимања Ли је носила перику вредности 7500 америчних долара, и „уживала” у тренингу са наоружањем. Ли се жалила да јој је било хладно током Еидине сцене где открива „кипао са високим прорезом који је лепршао када је дувао ветар”, затим је додала, „Хтела сам прорез да буде толико висок након што сам видела слике Еиде из игрице... Није да сам баш желела да буде толико висок али ту би био отвор најлепши и највише кул.” Ли није могла да стигне на премијеру у Токиу због Сенкаку Ајлендс (енгл. Senkaku Islands) расправе и тражила да се њена слика избаци из постера који промовишу филм у Јапану. У филму, Еидин глас је синхронизован од стране Сели Кахил на енглеском, и од стране Маје Окамото (енгл. Maya Okamoto) на јапанском.